# مجموعة كراون للنشر
مجموعة كراون للنشر (بالإنجليزية: Crown Publishing Group)‏ هي شركة تابعة لشركة بنغون رندم هاوس تنشر العديد من فئات الروايات والقصص الخيالية وغير الخيالية. تأسست الشركة في الأصل عام 1933 كشركة بيع جملة للكتب المتبقية تسمى شركة بيع الكتب، وتوسعت الشركة في نشر المحتوى الأصلي في عام 1936 تحت اسم كراون، واستحوذت عليها رندم هاوس في عام 1988. تحت ملكية رندم هاوس، تم تشغيل مجموعة كراون للنشر كقسم مستقل حتى عام 2018، عندما تم دمجها مع بقية برامج رندم هاوس للبالغين.

## وصلات خارجية
- الموقع الرسمي
- crownpublishing، وCrownPublishingعلى تويتر.